# Кшак (Люблинское воеводство)
Кшак (пол. Krzak) — деревня в Замойском повете Люблинского воеводства Польши. Входит в состав гмины Нелиш. Находится примерно в 14 км к северо-западу от центра города Замосць. По данным переписи 2011 года, в деревне проживало 337 человек.
В 1975—1998 годах деревня входила в состав Замойского воеводства.

## Население
Демографическая структура по состоянию на 31 марта 2011 года:
|         | Всего | До трудоспособного возраста | Трудоспособного возраста | Старше трудоспособного возраста |
| ------- | ----- | --------------------------- | ------------------------ | ------------------------------- |
| Мужчины | 167   | 33                          | 114                      | 20                              |
| Женщины | 170   | 27                          | 90                       | 53                              |
| Всего   | 337   | 60                          | 204                      | 73                              |